# هانا ماندليكوفا
هانا ماندليكوفا (بالإنجليزية: Hana Mandlíková)‏ مواليد 19 فبراير 1962 في براغ، هي لاعبة كرة مضرب أسترالية سابقة وكانت تلعب باليد اليمنى بدأت مسيرتها كمحترفة عام 1978، اعتزلت اللعب في 1990. كما أنها إحدى بطلات الجراند سلام. أعلى تصنيف لها في الفردي كان المركز الـ 3 في سنة 1984.

## بطولات حققتها
- دورة رولان غاروس الدولية
- بطولة أستراليا المفتوحة للتنس
- بطولة أمريكا المفتوحة للتنس

## روابط خارجية
- هانا ماندليكوفا على موقع رابطة محترفات التنس (الإنجليزية)
- هانا ماندليكوفا على موقع الاتحاد الدولي لكرة المضرب (الإنجليزية)
- هانا ماندليكوفا على موقع كأس بيلي جين كينغ (الإنجليزية)
- هانا ماندليكوفا على موقع قاعة مشاهير كرة المضرب الدولية (الإنجليزية)
- هانا ماندليكوفا على موقع خلاصة التنس.كوم (الإنجليزية)